# Polygala ilheotica
Polygala ilheotica är en jungfrulinsväxtart som beskrevs av Heinrich Wawra. Polygala ilheotica ingår i släktet jungfrulinssläktet, och familjen jungfrulinsväxter. Inga underarter finns listade i Catalogue of Life.